# Фестола (Авелино)
Фестола је насеље у Италији у округу Авелино, региону Кампанија.
Према процени из 2011. у насељу је живело 168 становника. Насеље се налази на надморској висини од 487 м.